# رام یاقوتی
رام یاقوتی (نام علمی: Mikrogeophagus altispinosus) یک گونه از ماهیان بومی حوضه رودخانه آمازون در برزیل و بولیوی است. این گونه بخشی از خانواده سیکلیدماهیان و زیرخانواده Geophaginae است. این یک ماهی آکواریومی محبوب است که با نام‌های رایج پروانه بولیوی، رام بولیویایی، سیکلید رام بولیوی و سیکلید تاج‌یاقوتی خرید و فروش می‌شود.
اندازه این گونه در بزرگ سالی حدود 6 سانتی متر است، لب های صورتی، باله ها قرمز روشن، یک نوار مشکی که از چشم عبور می کند
خلق و خوی محتاتانه، در پوشش گیاهی و نزدیک به کف گل آلود زندگی می کند. در اعماق کم، در گروه های چند نفره، پراکنده یا با جفت در طول فصل تولید مثل یافت می شود. این گونه غذای خود را در بقایای گیاهی پیدا می کند این ماهی کم تحرک است که می تواند نشانه قلمرو طلب بودن بویژه در فصل تولید مثل باشد.